# 大球油麻藤
大球油麻藤（学名：Mucuna macrobotrys）为豆科黎豆属下的一个种。

## 扩展阅读
- 維基物種上的相關：大球油麻藤